# 대한민국 민법 제703조
대한민국 민법 제703조는 조합의 의의에 대한 민법 채권법 각칙의 조문이다.

## 조문
제703조 (조합의 의의)
① 조합은 2인 이상이 상호출자하여 공동사업을 경영할 것을 약정함으로써 그 효력이 생긴다.
② 전항의 출자는 금전 기타 재산 또는 노무로 할 수 있다.

第703條(組合의 意義) ① 組合은 2人 以上이 相互出資하여 共同事業을 經營할 것을 約定함으로써 그 效力이 생긴다.
②前項의 出資는 金錢 其他 財産 또는 勞務로 할 수 있다.

## 비교 조문
일본민법 제667조 1. 조합계약은 각 당사자가 출자를 하여 공동의 사업을 영위할 것을 약속하는 것에 의하여 그 효력이 발생한다.
2. 출자는 노무를 그 목적으로 할 수 있다.

## 같이 보기
- 조합
- 비법인사단